# Municipio de De View
El municipio de De View (en inglés: De View Township) es un municipio ubicado en el condado de Woodruff en el estado estadounidense de Arkansas. En el año 2010 tenía una población de 2432 habitantes y una densidad poblacional de 19,4 personas por km².

## Geografía
El municipio de De View se encuentra ubicado en las coordenadas 35°13′20″N 91°10′41″O / 35.22222, -91.17806. Según la Oficina del Censo de los Estados Unidos, el municipio tiene una superficie total de 125.39 km², de la cual 125,21 km² corresponden a tierra firme y (0,14 %) 0,18 km² es agua.

## Demografía
Según el censo de 2010, había 2432 personas residiendo en el municipio de De View. La densidad de población era de 19,4 hab./km². De los 2432 habitantes, el municipio de De View estaba compuesto por el 82,28 % blancos, el 14,84 % eran afroamericanos, el 0,25 % eran amerindios, el 0,41 % eran asiáticos, el 0,41 % eran de otras razas y el 1,81 % eran de una mezcla de razas. Del total de la población el 0,74 % eran hispanos o latinos de cualquier raza.